# وواکله
وواکله (به لاتین: Wewakele) یک منطقهٔ مسکونی در سری‌لانکا است که در استان مرکزی (سری‌لانکا) واقع شده‌است.